# Liste de films français sortis en 1984
Listes de films français
- 1980
- 1981
- 1982
- 1983
- 1984
- 1985
- 1986
- 1987
- 1988

Liste non exhaustive de films français sortis en 1984

## 1984
| Titre                                       | Réalisateur          | Distribution                                                                  | Genre              |
| ------------------------------------------- | -------------------- | ----------------------------------------------------------------------------- | ------------------ |
| Aldo et Junior                              | Patrick Schulmann    | Aldo Maccione, Andréa Ferréol, Riton Liebman                                  | Comédie            |
| À mort l'arbitre                            | Jean-Pierre Mocky    | Michel Serrault, Eddy Mitchell, Carole Laure, Laurent Malet                   |                    |
| J'ai rencontré le Père Noël                 | Christian Gion       | Émeric Chapuis, Alexia Haudot, Armand Meffre, Karen Cheryl                    |                    |
| L'Amour à mort                              | Alain Resnais        | Sabine Azéma, Pierre Arditi, Fanny Ardant, André Dussollier                   |                    |
| Le Bon Plaisir                              | Francis Girod        | c Catherine Deneuve, Michel Serrault, Jean-Louis Trintignant, Michel Auclair  |                    |
| Canicule                                    | Yves Boisset         | Lee Marvin, Miou-Miou                                                         |                    |
| Charlots Connection                         | Jean Couturier       | Les Charlots, Henri Garcin, Alexandra Stewart                                 | Comédie            |
| Le Cowboy                                   | Georges Lautner      | Aldo Maccione, Renée Saint-Cyr, Valérie Allain, Corinne Touzet                |                    |
| Un dimanche à la campagne                   | Bertrand Tavernier   | Louis Ducreux, Michel Aumont, Sabine Azéma, Geneviève Mnich                   |                    |
| La Femme publique                           | Andrzej Żuławski     | Valérie Kaprisky, Francis Huster, Lambert Wilson                              | Drame              |
| Fort Saganne                                | Alain Corneau        | Gérard Depardieu, Philippe Noiret, Catherine Deneuve, Sophie Marceau          |                    |
| La Garce                                    | Christine Pascal     | Isabelle Huppert, Richard Berry                                               | Thriller           |
| L'Intrus                                    | Irène Jouannet       | Marie Dubois, Richard Anconina                                                | Comédie dramatique |
| Joyeuses Pâques                             | Georges Lautner      | Jean-Paul Belmondo, Sophie Marceau, Marie Laforêt                             |                    |
| Le Léopard                                  | Jean-Claude Sussfeld | Dominique Lavanant, Claude Brasseur                                           | Action             |
| Marche à l'ombre                            | Michel Blanc         | Gérard Lanvin, Michel Blanc, Sophie Duez                                      | Comédie            |
| Les Morfalous                               | Henri Verneuil       | Jean-Paul Belmondo, Michel Constantin, Michel Creton, Marie Laforêt           |                    |
| Notre histoire                              | Bertrand Blier       | Alain Delon, Nathalie Baye, Michel Galabru, Geneviève Fontanel                |                    |
| Les Nuits de la pleine lune                 | Éric Rohmer          | Pascale Ogier, Tchéky Karyo, Fabrice Luchini, Virginie Thévenet               |                    |
| Les parents ne sont pas simples cette année | Marcel Jullian       | Alexandra Gonin, Alexandre Sterling, Henri Garcin                             | Comédie            |
| Une petite fille dans les tournesols        | Bernard Férié        | Claude Jade, Bernard Rousselet, Bruno Pradal                                  |                    |
| La Pirate                                   | Jacques Doillon      | Jane Birkin, Maruschka Detmers, Philippe Léotard, Andrew Birkin, Laure Marsac |                    |
| Retenez-moi... ou je fais un malheur !      | Michel Gérard        | Jerry Lewis, Michel Blanc, Charlotte de Turckheim                             | Comédie            |
| Les Ripoux                                  | Claude Zidi          | Philippe Noiret, Thierry Lhermitte, Régine, Grace de Capitani, Jacques Frantz |                    |
| Rue barbare                                 | Gilles Béhat         | Bernard Giraudeau, Bernard-Pierre Donnadieu                                   | Drame              |
| Le Sang des autres                          | Claude Chabrol       | Jodie Foster, Michael Ontkean, Lambert Wilson, Sam Neill                      |                    |
| Souvenirs, Souvenirs                        | Ariel Zeitoun        | Christophe Malavoy, Gabrielle Lazure                                          |                    |
| La Smala                                    | Jean-Loup Hubert     | Josiane Balasko, Victor Lanoux                                                | Comédie            |
| La Triche                                   | Yannick Bellon       | Victor Lanoux, Xavier Deluc, Anny Duperey, Gérard Hérold, Michel Galabru      |                    |
| La Vengeance du serpent à plumes            | Gérard Oury          | Coluche, Maruschka Detmers, François Dunoyer, Farid Chopel                    | Comédie            |
| Vive les femmes !                           | Claude Confortès     | Catherine Leprince, Roland Giraud                                             | Comédie            |
| Le Vol du Sphinx                            | Laurent Ferrier      | Miou-Miou, Alain Souchon, Jean Benguigui                                      | Aventure           |